# Signalisme
Le signalisme (du latin signum - signe, et du serbe : signalizam, сигнализам) est un mouvement artistique et littéraire de la nouvelle avant-garde, né dans la culture serbe vers le milieu des années 1960. Il a acquis des adhérents sur un espace yougoslave plus étendu vers la fin des années 1960 et au début des années 1970. Les débuts du signalisme datent de 1959, lorsque le fondateur et le théoricien de ce mouvement, Miroljub Todorovic a commencé ses expérimentations avec la langue, convaincu qu’il n’y a pas de révolution dans la poésie si elle n’est pas exécutée dans son médium principal — la langue.

## Naissance et objectifs du signalisme
La naissance du signalisme dans la littérature et la culture serbe et sa tendance de révolutionner aussi les autres domaines de l’art (les arts plastiques, le théâtre et le cinéma) découlent du besoin de négation des modèles usés ancrés dans la tradition poétique et culturelle générale et du besoin de répondre d’une manière créative aux exigences et à « l’état d’esprit » de la civilisation technologique et électronique contemporaine. Dans les textes du programme (les manifestes et les autres textes d’une destination spéciale) s’expriment d’une manière claire une volonté ferme de rompre avec les principes du « néoromantisme et du symbolisme tardif » qui règnent toujours dans la poésie serbe et les efforts de changer le code de la poésie serbe et de l’harmoniser avec la vie actuelle au moyen d’opérations radicales tant sur le plan objectif (du contenu) que sur le plan de l’expression (de la forme).
La révolution dans la langue de la poésie a commencé par sa scientification, par l’introduction de symboles, de formules, de lexèmes et d'expressions linguistiques plus importantes provenant des sciences exactes (physique, biologie, chimie, mathématiques astrophysique) et par la visualisation du texte (décomposition graphique des mots, des syntagmes et des expressions en syllabes et en lettres sous forme de signes et leur étalement sur l’espace d’une page ; introduction de signes non verbaux dans le texte, comme ce sont les dessins, les graphiques, les photographies et d’autres éléments qu’on y colle), de sorte que la première phase du signalisme est désignée par le terme scientisme, et elle est illustrée de la meilleure manière par les livres de Miroljub Todorovic Planète (1965) et Voyage dans le pays astral (1971) et les cycles poétiques pesama Albumine Oxygène, Germe de la vie, ainsi que les autres, dans lesquels les catégories Espace, Temps, Matière délimitent le champ objectif.
Dans la suite de leurs travaux de recherches et de création, les signalistes ont considérablement étendu les frontières de la prise de conscience et enrichi le profil du genre de la poésie serbe contemporaine. La poésie signaliste peut être divisée en deux types fondamentaux : poésie verbale et non verbale. La poésie verbale comprend la poésie scientistique, aléatoire, stohastique, technologique, phénoménologique, argotique et apeyronistique. Et la poésie non verbale comprend la poésie visuelle, sonore, gestuelle et la poésie des objets.
Le signalisme réalise d’importants résultats aussi en prose (roman expérimental, récit). Les succès de certains signalistes dans la littérature pour les enfants ne sont pas non plus négligeables. Dans les beaux-arts, des œuvres de valeur ont été réalisées dans le body-art, le mail-art, le performance-art et dans l’art conceptuel.
Trois manifestes : Le manifeste de la science poétique, 1968, Le manifeste du signalisme (Regulae poesis), 1969 et Le signalisme, 1970, ainsi que le lancement de la revue internationale Signal (1970) ont considérablement contribué à la constitution du signalisme en tant que mouvement de la nouvelle avant-garde qui, en reniant l’héritage littéraire, artistique et culturel, les conventions poétiques et esthétiques et les procédés canonisés de création de formes, insiste sur l’expérimentation dans la réalisation de nouvelles choses.
Pendant la période de 1970-1973, cinq volumes de Signal (no 1 à 9) ont été publiés ; ils contenaient, outre les contributions littéraires et artistiques des auteurs nationaux et étrangers, de courtes présentations et données bibliographiques des publications d’avant-garde dans le monde. La publication de la revue a été interrompue jusqu’en 1995, avant tout pour des raisons financières. De 1995. à 2004. dix nouveau volumes de Signal (21 numéros) sont sortis. La reprise de la publication de la revue a contribué à la revitalisation et au rajeunissement du mouvement.

## Les collaborateurs étrangers éminents de la revueSignal
- Raoul Hausmann, dadaïste, fondateur de Dada de Berlin en 1918 ;
- Augusto de Campos, l’un des initiateurs de la poésie concrète ;
- Michele Perfetti, mail-artiste, critique et théoricien de la nouvelle avant-garde, a écrit sur notre signalisme à plusieurs reprises neoavangarde[Quoi ?] ;
- Adriano Spatola, poète italien, ancien rédacteur de la revue de poésie expérimentale Tam Tam ;
- Clemente Padin, poète et théoricien visuel, écrit sur le signalisme à plusieurs reprises, rédacteur de la revue de la nouvelle avant-garde Ovum 10, d’Uruguay ;
- Julien Blaine, poète visuel, mail-artiste, artiste conceptuel et acteur, rédacteur de l’une des meilleures revues de la nouvelle avant-garde Doc(k)s ;
- Sarenco, poète visuel, performer, anthologicien, fondateur et rédacteur de la revue italienne de la nouvelle avant-garde « Lotta poetica » ;
- Eugenio Miccini, l’un des poètes visuels et théoriciens italiens les plus éminents de la nouvelle avant-garde ;
- Richard Kostelanetz, poète visuel et théoricien de la nouvelle avant-garde, anthologicien, rédacteur de l’almanach Assembling, ;
- Guillermo Deisler, poète visuel chiléen, critique et anthologicien ;
- Bob Cobbing, poète anglais, pratiquant la poésie concrète et théoricien de la poésie sonore ;
- Eugen Gomringer, poète pratiquant la poésie concrète et théoricien, l’un des initiateurs de la poésie concrète ;
- Pierre Garnier, poète pratiquant la poésie concrète et théoricien, fondateur du spatialisme français ;
- Enzo Minarelli, représentant principal de la poesia visiva — la poésie visible italienne ;
- Keiichi Nakamura, poète visuel et mail-artiste japonais ;
- Dick Higgins, poète visuel et théoricien de la nouvelle avant-garde, rédacteur à la maison d’édition anglaise Something Else Press[réf. nécessaire]) ;
- Dmitry Bulatov, poète visuel, théoricien et anthologicien russe ;
- Sol LeWitt, l’un des conceptualistes américains les plus éminents ;
- Shozo Shimamoto, membre du groupe de nouvelle avant-garde japonais Gutai ;
- Dr Klaus Peter Dencker, poète visuel et théoricien, auteur de l’une des fameuses anthologies de la poésie visuelle Text-Bilder ;
- Ruggero Maggi, artiste italien, pratiquant les arts plastiques, poète visuel et mail-artiste ;
- Daniel Daligand, poète visuel, mail-artiste et critique français ;
- Willi R. Melnikov, poète visuel, mail-artiste et performer russe ;
- Kum-Nam Baik, mail-artiste sud-coréen ;
- On Kawara, artiste conceptuel américain ;
- Dr Klaus Groh, néodadaïste, fondateur d’un grand centre néodadaïste en Allemagne et auteur de nombreuses anthologies et recueils de poésie visuelle, du mail-art et d’art conceptuel.

## Travaux des signalistes dans les anthologies étrangères
- Maurizio Spatola, Poesia sperimentale, Torino, Italie, 1970 ;
- Guillermo Deisler, Poesia Visiva en el Mundo, Antofagasta, Chili, 1972 ;
- Klaus Peter Dencker, Text-Bilder Visuele Poesie International Von der Antike bis zur Gegenwart, Cologne, Allemagne, 1972 ;
- Klaus Groh, Visuel – Konkret – International, Gersthofen, Allemagne, 1973 ;
- Fernando Millan, Jesus Garcia Sanches, La escritura en libertad, Madrid, Espagne, 1975 ;
- Alan Riddel, Typewriter Art, Londres, Angleterre, 1975 ;
- G.J. De Rook, Historische anthologie visuele poezie, Bruxelles, Belgique, 1976 ;
- Josep M. Figueres, Manuel de Seabra, Antologia da poesia visual Europeia, Lisbonne, Portugal, 1977 ;
- Sarenco, Poesia e prosa delle avangardie, Brescia, Italie, 1978 ;
- Julien Blaine, Mail Artists in the World, Paris, France, 1978 ;
- Julian Kornhauser, Tragarze zdan, Krakovie–Vroclau, Pologne, 1983 ;
- Enrico Marscelloni, Sarenco), Poesia totale 1897-1997: Dal colpo di dadi alla poesia visuale, Mantova, Italie, 1998 ;
- Dmitry Bulatov, Точка зрения. Визуальная поэзия: 90-е годы / Točka zrenija. Vizuelnaja poezija. 90-e godi, Kalinjingrad, Russie, 1998.

Trois anthologies nationales ont aussi été publiées : Poésie signalétique (1971), La poésie concrète, visuelle et signalétique, (1975), Mail-Art Mail-Poetry (1980), ainsi qu’un certain nombre de recueils et d’almanachs.

## Auteurs et œuvres significatives du signalisme
De nombreux poètes, prosaïstes et artistes pratiquant les arts plastiques ont adopté les principes du signalisme, tout en développant et en promouvant les idées fondamentales de ce mouvement de nouvelle avant-garde serbe (yougoslave).
Outre les œuvres du fondateur du signalisme Miroljuba Todorovića (Kyberno, 1970, Le cochon est un excellent nageur, 1971, Le troufion astique ses godasses, 1974, L’insecte sur la tempe, 1978, Algol, 1980, Textum, 1981, Chinese erotism, 1983, K.O. , 1984, J’enfourche à nouveau Rosinante, 1987, La couleuvre boit la ruche, 1988, Le journal de l’avant-garde, 1990, La chaise électrique ,1998, Je viens d’ouvrir mon courrier, 2000, Ça m’est arrivé dans l’oreille en se promenant, 2005, Le vent bleu, 2006, Les contes de l’argot, 2007), les travaux de Marina Abramović, Vlada Stojiljković, Zvonimir Kostić Palanski, Slobodan Pavićević (Les silices de la fleur, 1973, Les travaux sur la route, 1984), Milivoje Pavlović (Livre blanc, 1974, Le monde en signes, 1996), Zoran Popović, Ljubiša Jocić (Le clair de lune en tetra-emballage, 1975, Quelle heure est-il, 1976, Essais sur le signalisme, 1994), Jaroslav Supek, Zvonko Sarić (La capote jusqu’au lever du jour, 2001, L’attrape-âme, 2003), Bogislav Marković (Le crépuscule d’Altai, 2006), Ilija Bakić (La vie prénatale, 1997, Nouvelle Babylone, 1998, Protoplasme, 2003, L’automne du ramasseur, 2007, Les films, 2008), Slobodan Škerović (Indigo, 2005, Toutes les couleurs d’Arkatus, 2006, La chimère ou Borg, 2008), Žarko Đurović (Le monde du signalisme, 2002), Dušan Vidaković, Dobrivoje Jevtić, Dejan Bogojević, Andrej Tišma, Dobrica Kamperelić, Milivoj Anđelković représentent des contributions importantes à la théorie et à la pratique du signalisme.

## Présentations critiques du signalisme
De nombreux critiques nationaux et étrangers ont accordé une appréciation très élevée au signalisme.
Selon le professeur Milošu Bandiću « du point de vue de l’histoire littéraire, le signalisme représente – après le zénitisme, le surréalisme et le mouvement de la littérature sociale – le suivant mouvement littéraire et artistique nouveau et autochtone dans la littérature serbe du XXe siècle. En même temps, le signalisme s’affirme dans la littérature et la culture contemporaine yougoslave comme une dimension expressément moderne et comme une forme artistique et productive à part. S’il n’existait pas, tout serait probablement différent et qui sait combien plus pauvre ».
Pour Oskara Davico, « pour la première fois, depuis l’apparition du surréalisme, nous pouvons, avec les recherches de Miroljuba Todorovića, constater en nous réjouissant, que la poésie serbe rattrape le pas de véritables recherches d’avant-garde dans le monde ».
Zorana Markus, critique des arts plastiques, estime que « le signalisme est notre apparition parallèle au sein de l’avant-garde la plus extrême et c’est ce qui, entre autres, explique sa diffusion internationale, sa reconnaissance et son importance dans des milieux artistiques et intellectuels déterminés. »
Le théoricien italien de l’art Gino Dorfles écrit que « le signalisme représente un pas en avant par rapport à la poésie concrète, la poésie visuelle et l’art du signe en général ».
Le poète visuel et le critique Arigo Lora-Totino affirme d’une manière encore plus explicite que « le mouvement littéraire yougoslave du signalisme se distingue des mouvements semblables, apparus après la Seconde Guerre mondiale dans l’atmosphère endormie de l’Europe, des États-Unis et du Japon ».
« Grâce à Miroljubu Todorovic et au groupe qui le suit, il représente par son courant principal ce pont qui relie créativement les tendances d’avant-garde de la période d’avant-guerre avec l’époque contemporaine, en apportant des innovations précieuses par lesquelles l’art serbe se rattache sur un plan d’égalité aux processus mondiaux modernes », conclut le Dr Milivoje Pavlović dans son livre Les clefs de la poésie signaliste.

### Littérature
- Miroljub Todorović, Signalisme, Gradina, Niš, 1979.
- Julian Kornhauser, Signalizm – Propozycja serbskiej poeziji eksperymentalnej, Uniwersytet Jagiellonski, Krakow, 1981.
- Signalisme – movement créatif d’avant-garde, recueil, KCB, Belgrade, 1984.
- Signalisme dans le monde (les étrangers sur le signalisme), Beogradska knjiga, Belgrade, 1984.
- Živan Živković, Les orbites du signalisme, Novela, Belgrade, 1985.
- Živan Živković. Témoignages sur l’avant-garde, Draganić, Zemun, 1992.
- Miroljub Todorović, Le langage libéré, Grafopublik, Zemun, 1992.
- Živan Živković, Signalisme : genèse, poétique et pratique artistique, Vuk Karadžić, Paraćin, 1994.
- Živan Živković, Des mots jusqu’aux signes, Signal, Beorama, Belgrade, 1996.
- Miroljub Todorović, Signalism - Yugoslav Creative Movement, Signal, Belgrade, 1998.
- Julijan Kornhauzer, Signalsme, la nouvelle avant-garde serbe, Prosveta, Niš, 1998.
- Milivoje Pavlović, Clef de la poétique signalistique, Prosveta, Belgrade, 1999.
- L’utopie signalistique, almanach, édition pour les bibliophiles, Belgrade, 2001.
- Milivoje Pavlović, L’avant-garde, la nouvelle avant-garde et le signalisme, Prosveta, Belgrade, 2002.
- Signalisme – l’art du troisième millénaire, almanach, édition pour les bibliophiles, Belgrade, 2003.
- Vladan Panković, Sur le signalisme, Feniks, Belgrade, 2003.
- Limites du planétaire – visions du signalisme, almanach, édition pour les bibliophiles, Belgrade, 2003.
- Miroljub Todorović, Poétique du signalisme, Prosveta, Belgrade, 2003.
- Réfléchisez sur le signalisme, almanach, édition pour les bibliophiles, Belgrade, 2004.
- Miroljub Todorović, Les courants de la nouvelle avant-garde, Nolit, Belgrade, 2004.
- Ilija Bakić & Zvonko Sarić, À travers la frontière de la nouvelle avant-garde, Feniks, Belgrade,2005.
- Le temps du signalisme almanach, édition pour les bibliophiles, Belgrade, 2006.
- Le démon du signalisme, almanach, édition pour les bibliophiles, Belgrade, 2007.

### Signalisme dans les lexiques
- Petite encyclopédie PROSVETA (encyclopédie générale), troisième édition, Prosveta, Beograd, 1978.
- Lexique littéraire yougoslave, Matica srpska, Novi Sad, 1984.
- Dictionnaire des termes littéraires, première édition, Institut pour la littérature, Nolit, Belgrade, 1985.
- Petite encyclopédie PROSVETA (encyclopédie générale), quatrième édition, Prosveta, Belgrade, 1986.
- Encyclopédie générale JLZ, (Volume complémentaire), Jugoslavenski leksikografski zavod, Zagreb, 1988.
- Dictionnaire des termes littéraires, seconde édition, Institut pour la littérature, Nolit, Belgrade, 1992.
- Tanja Popović Signalisme dans : Dictionnaire des termes littéraires, Belgrade, 2007, pp. : 663-664.
- Encyclopédie du peuple serbe, Zavod za udžbenike, Belgrade, 2008, pp. 1002.